# Lankenau-Pirouette
Die Lankenau-Pirouette ist eine Tanzfigur, die das erste Mal von Horst Beer und dessen Frau Andrea Beer, geborene Lankenau, in einer Choreografie verwendet wurde. Die Figur ist nach ihr benannt. 
Besonders im Formations-Tanzsport ist sie als Höchstschwierigkeit bekannt. Die Lankenau wird vom Herrn geführt. Die Dame dreht auf einem Bein (in der klassischen Variante auf rechts), spreizt das andere Bein gebeugt ab und legt den Kopf in den Nacken. Letzteres wird nur noch selten gezeigt und in der Regel durch einen Headspot zum Herrn ersetzt. Die Drehung erfolgt auf dem vollen Schlag.

## Variationen
Beim Potstirrer (engl. pot = „Topf“, stirrer = „Rührer“), auch „Kaffeemühle“ oder Boden-Pirouette genannt, geht die Dame während der Drehung über mehrere Takte in die Knie und richtet sich wieder auf. Er kann auch in der Hocke begonnen werden.